# Абдуллаев, Тожибой
Тожибой Абдуллаев (тадж. Тоҷибой Абдуллоев; 1922 год — 2000 год) — звеньевой колхоза имени Ленина Шахринауского района Сталинабадской области. Герой Социалистического Труда (1949).

## Биография
Тожибой Абдуллаев родился в 1922 году в кишлаке Гулакандоз Науской волости Ходжентского уезда Самаркандской области Туркестанской АССР, ныне село Гулакандозского джамоата Джаббар-Расуловского района Согдийской области Таджикистана. Узбек.
С 1940 по 1942 годы работал в местном хлопководческом хозяйстве в Таджикской ССР.
В 1943 году был призван в Красную Армию и участвовал в Великой Отечественной войне. После демобилизации в 1945 году вернулся на родину.
После войны Тожибой Абдуллаев начал работать звеньевым в хлопководческом колхозе имени Ленина в Шахринауском районе Сталинабадской области (ныне Шахринавский район республиканского подчинения в Таджикистане).
Его звено добилось выдающихся результатов в 1948 году, собрав урожай хлопка в размере 90,8 центнера с гектара на площади 6 гектаров.
Указом Президиума Верховного Совета СССР от 3 мая 1949 года за получение высоких урожаев хлопка при выполнении колхозами обязательных поставок и контрактации по всем видам сельскохозяйственной продукции, натуроплаты за работу МТС в 1948 году и обеспеченности семенами всех культур в размере полной потребности для весеннего посева 1949 года присвоено звание Героя Социалистического Труда с вручением Ордена Ленина и золотой медали Серп и Молот.
В последующие годы продолжал работать в колхозе имени Ленина Гиссарского района, демонстрируя высокие результаты в хлопководстве. В 1951 году награждён медалью «За трудовое отличие».
С 1966 года работал бригадиром, внедряя передовые методы труда. Участвовал в Выставке достижений народного хозяйства СССР, представляя успехи таджикских хлопководов.
В 1983 году Тожибой Абдуллаев вышел на пенсию, оставив после себя значительный вклад в развитие сельского хозяйства Таджикской ССР. Его трудовые достижения стали примером для последующих поколений.

## Награды
Награждён орденом Ленина (3 мая 1949), медалями, в том числе «За трудовую отличие» (21 мая 1951), а также Почетной грамотой Президиума Верховного Совета Таджикской ССР, премией ВДНХ СССР 1-й степени.